# Olivier Da Lage
Pour les articles homonymes, voir Lage.
Olivier Da Lage, né en 1957 à Saint-Cloud (Hauts-de-Seine), est un journaliste français. 
Après des études au lycée de Boulogne-Billancourt, il est admis à l’Institut d’études politiques dont il sort diplômé (Lauréat, section PES) en 1978. Parallèlement, il intègre le centre de formation des journalistes (CFJ) dont il sort diplômé en 1979.

## Carrière professionnelle
Après avoir effectué son service militaire en coopération comme attaché de presse à l’ambassade de France à Bahreïn, il reste dans l’émirat comme correspondant pigiste dans le golfe Persique pour différents médias écrits et audiovisuels jusqu’en 1982.
À son retour en France, il participe au programme Journalistes en Europe avant de rejoindre Radio France internationale (RFI) en 1983.
Après avoir présenté pendant trois ans l’émission RFI Hebdo, Il rejoint le service étranger de RFI. En 1995, il est nommé rédacteur en chef adjoint de Radio Monte Carlo Moyen-Orient (SOMERA) qui devient entre-temps une filiale de RFI, où il retrouve en 1998 le service étranger, au desk Proche-Orient. De 2000 à 2005, il codirige la rédaction Internet de RFI avant d’être nommé à la tête du service international qu’il dirige jusqu’en 2007.
Après avoir présenté plusieurs émissions sur RFI, il exerce la fonction de responsable de la rédaction en chef du week-end de cette radio de 2010 à 2023.
Il est actuellement chercheur-associé à l'IRIS.
Il a publié plusieurs livres et de nombreux articles consacrés au Moyen-Orient et à la Péninsule arabique ainsi qu'à l'Inde et a donné des cours à l’Institut de relations internationales et stratégiques et dans plusieurs écoles de journalisme.

## Activités syndicales
Syndiqué au SNJ dont il est membre du bureau national, il a également présidé la Commission de la carte d'identité des journalistes professionnels (CCIJP, qui attribue ce que l'on désigne par raccourci comme carte de presse) dont il a fait partie de 1993 à 2003. Membre du Conseil supérieur de la propriété littéraire et artistique (CSPLA) depuis sa création, et d’AREG (le groupe d’experts sur les droits d’auteur de la Fédération internationale des journalistes), il a été élu au Comité exécutif de la FIJ lors du congrès de Moscou en mai 2007 et vice-président au congrès de Cadix en mai 2010. En 2009, il a été appelé par Bruno Frappat à faire partie du groupe de "Sages" animé par ce dernier pour mettre au point une nouvelle charte déontologique pour les journalistes, censée prendre le relais de la charte du SNJ et de la charte de Munich. En 2013, au congrès de Dublin, il ne se représente pas au poste de vice-président de la FIJ mais est réélu au comité exécutif.

## Distinction
Il est chevalier dans l'Ordre des Arts et des Lettres (janvier 2010).

## Publications
- Golfe : le Jeu des six familles, (en collaboration avec Gérard Grzybek), Autrement, 1985
- Jeu de Go en Méditerranée orientale, (en collaboration avec Gérard Grzybek, Thomas Schreiber, Pierre Delmas) FEDN, 1986
- Le Secrétaire général, (roman en collaboration avec Gérard Grzybek et Thomas Schreiber), Belfond, 1988
- Maudite soit ta source, (roman en collaboration avec Jean-Paul Riondet), Michalon, 2002
- Les captifs du nid d'aigle, Michalon, 2004
- Géopolitique de l'Arabie saoudite, 2e édition, Complexe, Bruxelles, 2006
- L'Inde de A à Z, (en collaboration avec Nina Da Lage), André Versaille éditeur, Bruxelles, 2010
- Obtenir sa carte de presse et la conserver, 2e édition, Victoires-Éditions, 2011
- Ces trente ans qui ébranlèrent le golfe Persique, Éditions du Cygne, 2011
- Aujourd'hui, l'Inde, (en collaboration avec Tirthankar Chanda), Casterman, 2012
- Qatar, les nouveaux maîtres du jeu, (ouvrage collectif), Demopolis, 2013
- Bombay, BiblioMonde, 2017
- L'Inde, désir de puissance, Armand Colin, 2017
- L'essor des nationalismes religieux, (dir.), Demopolis, 2018
- Le rickshaw de Mr Singh (roman), AFNIL, 2019
- Nationalismes religieux - Moyen-Orient, (dir.) L'Harmattan, 2020
- L'Inde, un géant fragile, Eyrolles, 2022
- Les Indiens et leurs langues, BiblioMonde, 2024